# Représentation de l'esclavage dans l'art européen
 (novembre 2020).
 (novembre 2020).
Si vous disposez d'ouvrages ou d'articles de référence ou si vous connaissez des sites web de qualité traitant du thème abordé ici, merci de compléter l'article en donnant les références utiles à sa vérifiabilité et en les liant à la section « Notes et références ».

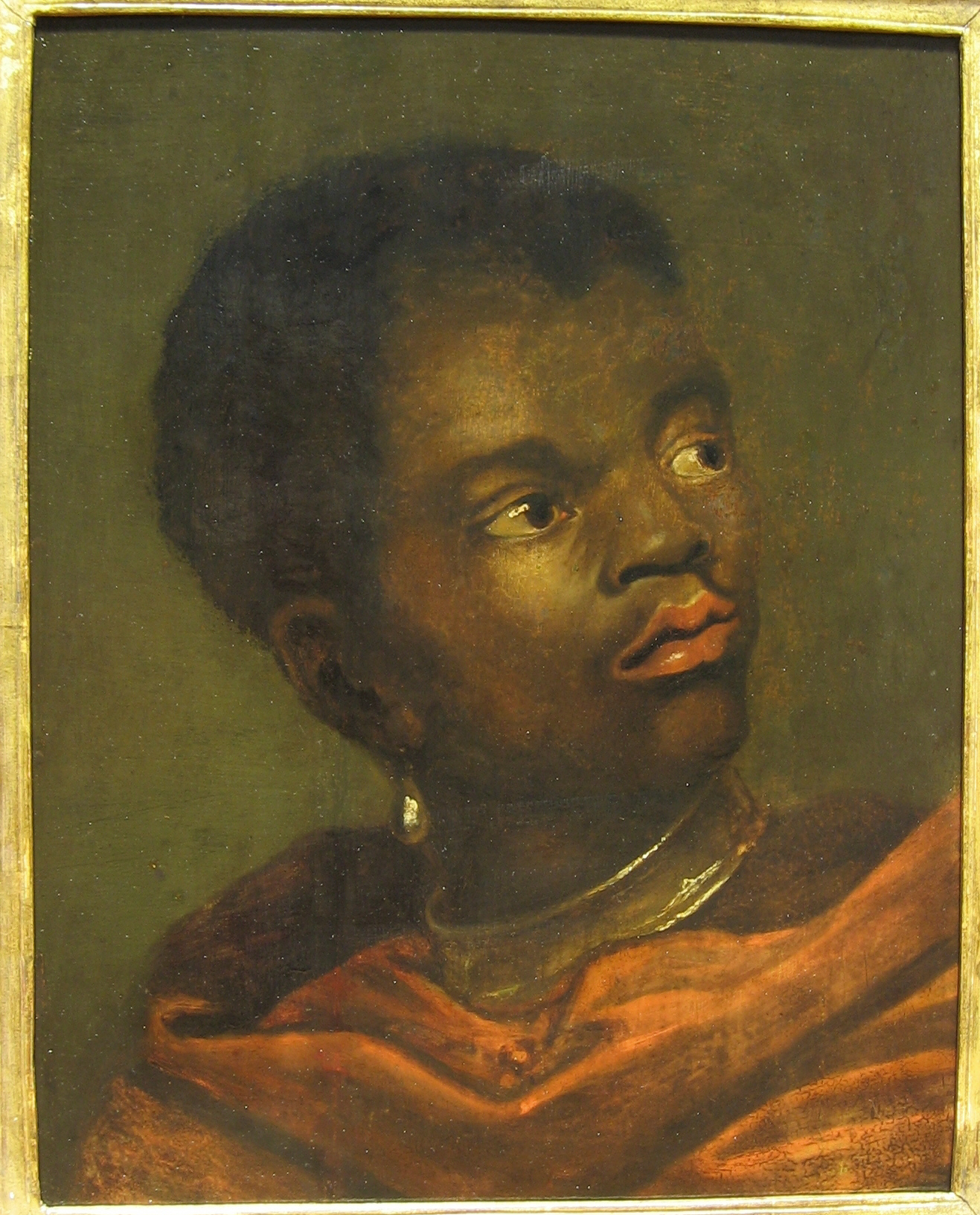
Garçon noir avec un collier d'esclave, peinture hollandaise du XVIIe siècle.

La représentation de l'esclavage dans l'art européen remonte à l'Antiquité ; elle représente des esclaves d'ethnies variées, blancs comme noirs. 
Ce n'est qu'à partir du 17e siècle que l'esclavage est associé au peuple noir en Europe. Les esclaves avant cette période étaient majoritairement blancs. Le noir dans l'art européen n'est pas représenté de la même manière que l'esclave : les esclaves n'étaient pas toujours des noirs et les noirs n'étaient pas toujours des esclaves. Cet article se concentre également sur l'art européen plutôt que sur l'art occidental en général. 

## Esclaves dans l'art

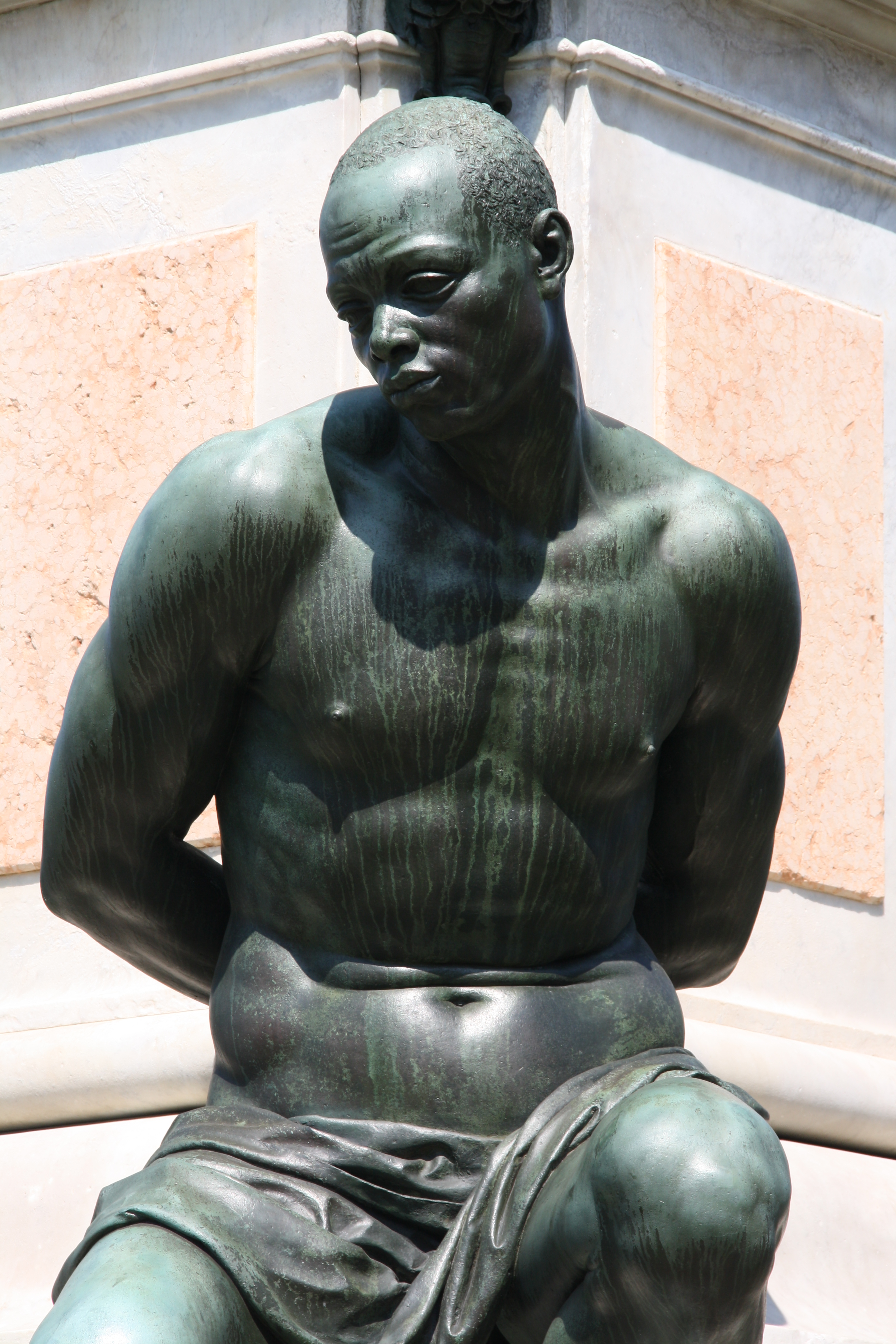
Cette statue et trois autres statues d'esclaves enchaînés, placées à la base du monument des quatre Maures à Livourne, en Italie, ont sûrement été inspirées de vrais esclaves, dont les noms et l'histoire restent inconnus.

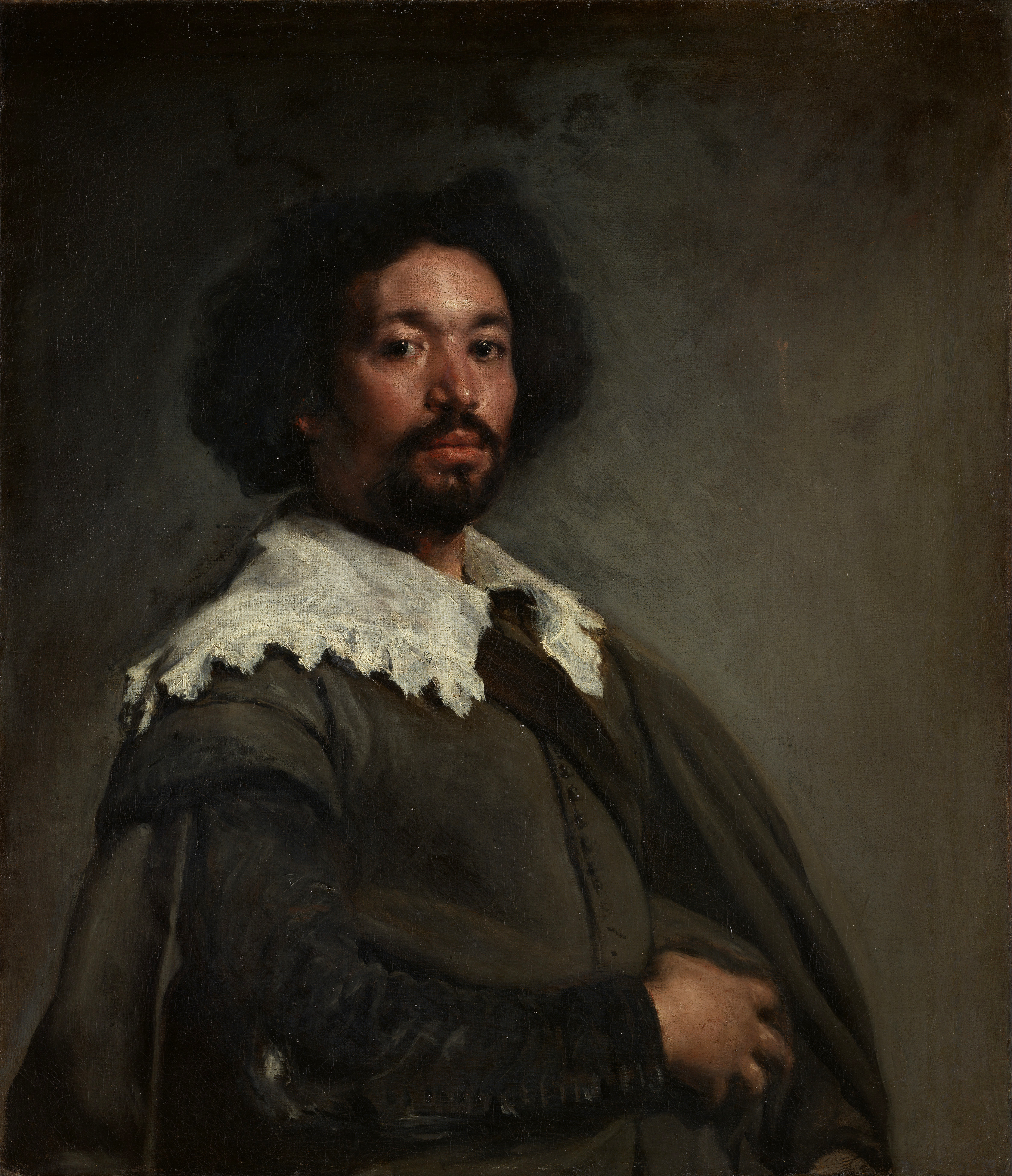
Portrait de Juan de Pareja, par Velázquez.

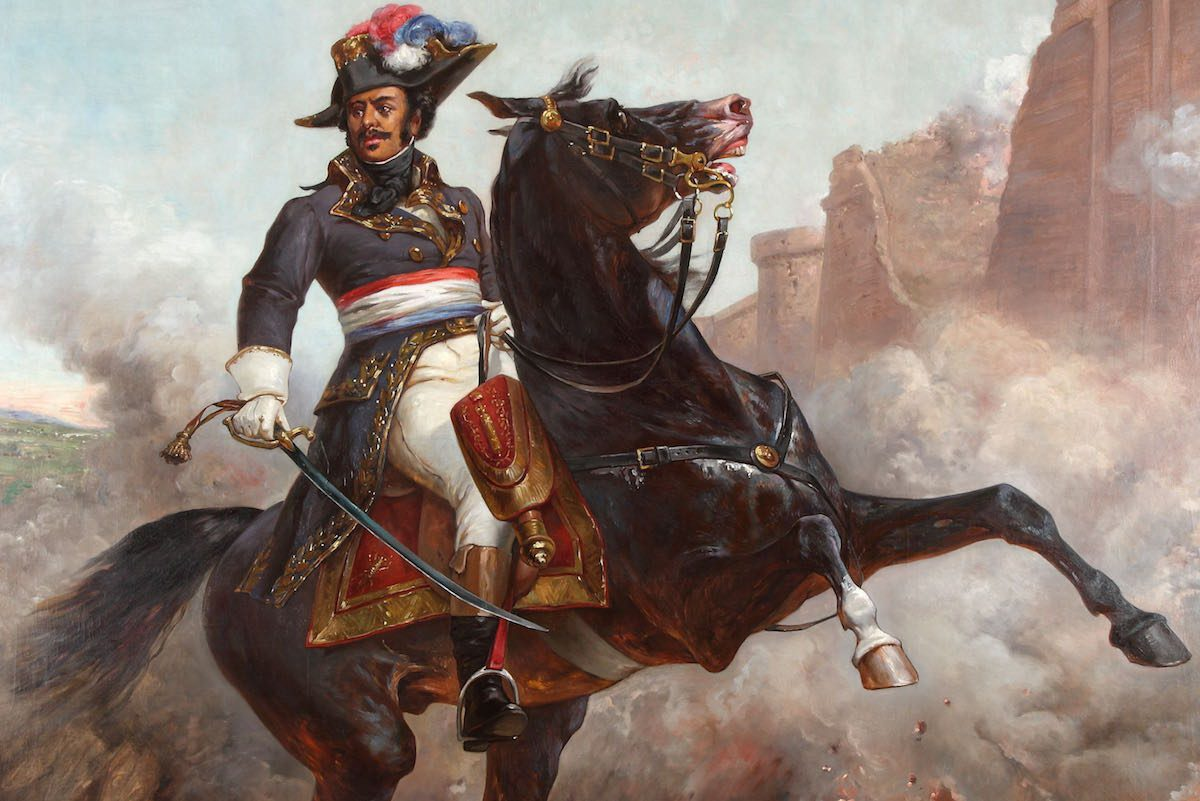
Thomas Alexandre Dumas.

Dès la Renaissance, l'esclavage est illustré par un nombre important de personnes enchaînées, nues et accroupies. Cette conception de l'esclavage est née de l'ancienne tradition du Triomphe romain. Elle prend une nouvelle ampleur à l'époque contemporaine en raison de la prévalence de l'esclavage dans les pays européens. Les galériens en particulier étaient souvent mis à nu par les artistes et utilisés comme modèle pour leurs corps musclés. 
Il n'était pas rare que le nom d'un esclave devienne connu. Ainsi Juan Velázquez, aussi appelé Juan de Pareja (1606–1670) fut formé comme peintre par son maître puis libéré en 1650. Le document de manumission a pu être conservé, et Juan de Pareja est devenu à son tour un artiste renommé. 
L'auteur à succès de l'œuvre des Trois Mousquetaires, Alexandre Dumas, était le fils d'un esclave, également connu sous le nom d'Alexandre, lui-même général en chef de l'armée française. Son portrait n'évoque pas qu'il ait été esclave au début de sa vie. Il a été mis en gage par son père qui était un noble français mais a eu la chance d'être récupéré et élevé en France. 
Parmi les premiers peintres à dépeindre l'esclavage, Frans Post (1612-1680) et Albert Eckhout (vers 1610-1665) , deux artistes, ont créé des peintures d'esclaves travaillant dans des paysages idylliques. loin des dures réalités de leur vie. Le travail d'Eckhout témoigne des mélanges ethniques présents au Brésil néerlandais.

## Aspects iconographiques de l'esclavage
Le commerce des Africains noirs était répandu en Europe bien avant le commerce triangulaire impliquant l'Europe, l'Afrique et l'Amérique. En Europe, de  nombreux portraits des membres de la haute société européenne les montrent en compagnie d'esclaves, souvent des enfants, que nous pouvons reconnaître par le port d'un collier en argent considéré comme un collier d'esclave. La représentation du collier en argent est généralement associée à celle d'autres vêtements luxueux, témoignant de l'adresse de l'artiste et de la richesse du maître. De tels colliers étaient en vogue dans les maisons de certains riches Européens aux XVIIe et XVIIIe siècles ; ils étaient gravés du nom du propriétaire. On retrouve ces colliers dans certaines peintures  contemporaines. 
Chaînes, fers, menottes, colliers d'esclaves, sont les marqueurs iconographiques familiers de l'esclavage, la chaîne brisée étant particulièrement représentative de la sortie de l'esclavage.    
Les esclaves était considérés comme des biens, il n'est donc pas surprenant de les voir représentés comme du bétail. La queue de cheval coupée ou le chignon sont un autre attribut de l’esclavage, caractéristique de la condition des esclaves turcs employés sur les galères.  
Les esclaves étaient souvent des prisonniers de guerre et la représentation de ce ces deux catégories de population peut parfois se recouper. C’est probablement le cas de L'Esclave mourant de Michel-Ange, un titre qui ne fut pas attribué par l’artiste lui-même, et des cariatides, dont le statut d’esclave est ouvert à l’interprétation des personnages comme des prisonniers. 
Il peut être difficile de statuer avec certitude sur le statut d’esclave, de serviteur ou d'homme libre, d’un personnage représenté dans une peinture. Ainsi, on ne sait pas si le portrait de Juan de Pareja a été peint par Velázquez alors qu'il était encore esclave. Dans tous les cas, même si Juan de Pareja était esclave au moment du portrait, la peinture ne porte pas sur le sujet de l’esclavage.

## Abolitionnisme

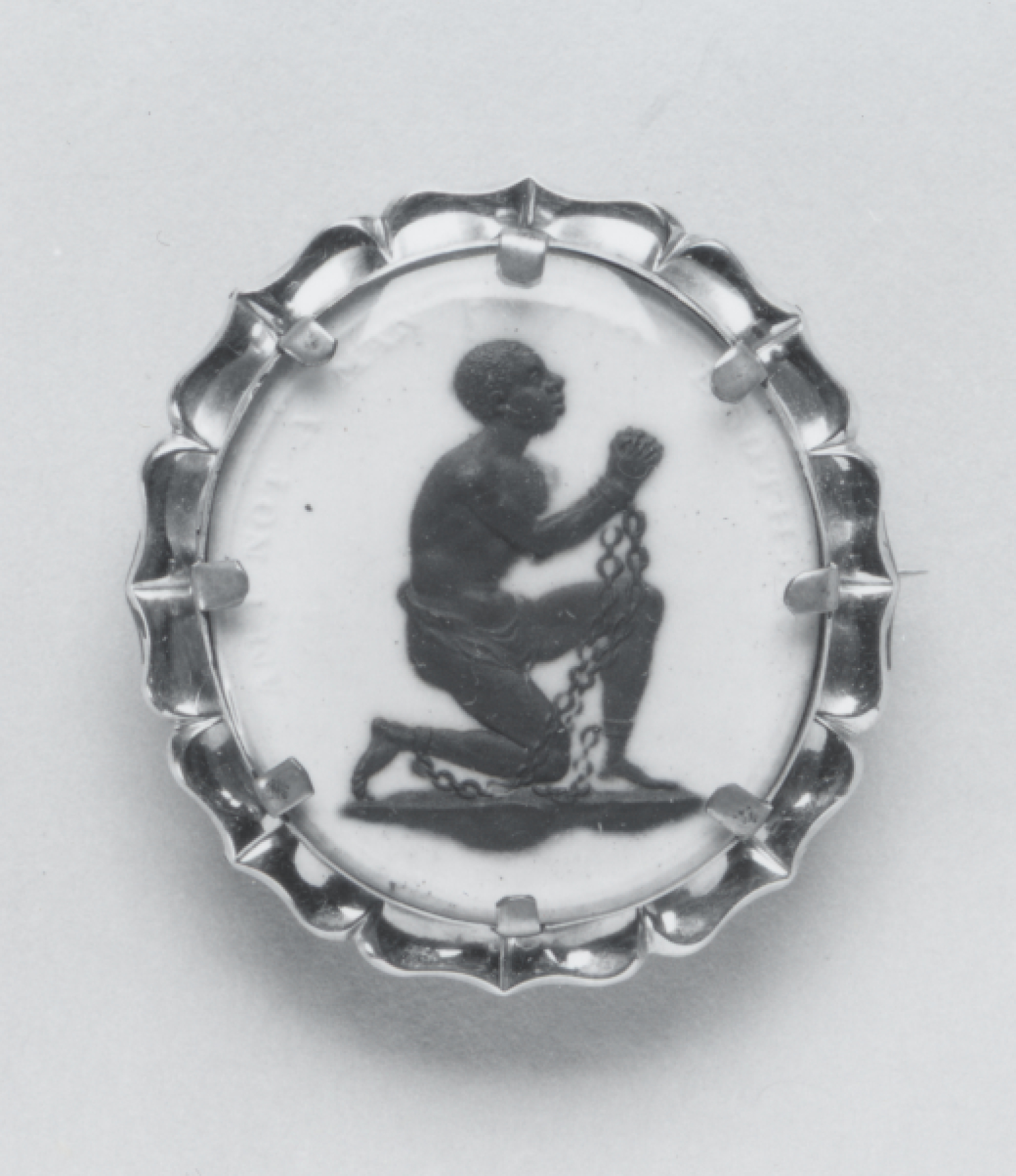
Médaillon anti-esclavage par Josiah Wedgwood.

Avec la montée en puissance des mouvements abolitionnistes, les représentations de l'esclavage se font plus sociales et politiques. Le médaillon conçu par Josiah Wedgwood pour le mouvement en offre l'exemple, avec sa représentation d'un esclave noir plaidant avec gratitude. Le médaillon était porté en signe de soutien à l'abolition de l'esclavage.  
Les opposants à l’abolition utilisaient aussi l’image à des fins politiques, comme en témoigne l’œuvre New Union Club, de George Cruikshank qui fait la satire d’un dîner organisé par des abolitionnistes.

## Voir également
- Histoire de l'esclavage
- Page (serviteur)
- Esclavage dans l'Antiquité
- Bernardine Evaristo, Blonde Roots (2009), esclavage inversé